# Атанас Кръстев (учител)
Вижте пояснителната страница за други личности с името Атанас Кръстев.
Атанас Божков Кръстев или Кръстович е български учител, деец на Българското възраждане в Източна Македония.

## Биография
Кръстев е роден около в 1830 година в Пазарджик, в Османската империя, днес в България. Работи като учител в родния си град. В 1863 година става учител в Неврокопското българско училище на мястото на Тодор Ненов. Тук въвежда взаимоучителения метод и нови предмети като аритметика, граматика, география и други. В 1865 година е сред основателите на читалище „Зора“. Застава начело на борбата с гъркоманията в Неврокопско. Поддържа кореспонденция със Стефан Веркович и го снабдява с фолклорни материали и исторически и географски сведения.
В 1866 година след гръцки клевети е арестуван от властите и е прогонен от града. Установява се в Банско, където преподава до 1868 година. От 1868 до 1874 година отново е учител в Пазарджик. След това живее в София.